# Jaime Lizama
Jaime Lizama es un escritor y ensayista chileno. 
Estudió filosofía en la Universidad de Chile.
Lizama es autor de varios libros de poesía, entre los cuales destacan Llama salida de la muerte (Santiago, 1985) y La ciudad, un cuerpo de citas (Santiago, 1990). Asimismo, ha destacado en el género ensayístico, con los textos Los nuevos espacios de la política (Santiago, 1991) y La ciudad fragmentada (Santiago, 2007), con la que ganó la primera versión del Concurso de Ensayo en Humanidades Contemporáneas. 
Ha sido colaborador en la revista de poesía La Pata de liebre, el Diario La Época y las revistas Piel de Leopardo y Crítica Cultural.

## Premios
- Premio de Ensayo en Humanidades Contemporáneas 2006[2]
- Premio Municipal de Literatura de la Municipalidad de Santiago 2008 en el género de ensayo por su obra: "La ciudad Fragmentada" [cita requerida]